# 宋文琪
宋文琪（英語：Christina Sung，1954年—），生於臺灣基隆市，臺灣早期證券業的專業經理人，曾任職怡富投資、匯豐投資管理臺灣區負責人，曾任台北金融大樓公司（台北101）董事長。
曾當選第三屆基金金彝獎傑出企業領導人才、第一屆傑出工商婦女。

## 生平
其父從事近海漁業。
東吳大學外文系民國65年畢業後，在貿易公司擔任英文秘書。兩年後，與朋友合開貿易公司，又做了七年多。
隨後進入怡富投信，於是成為臺灣第一家由外商投資的怡富證券的第二號員工，擔任基層經理，最後晉升為怡富資產管理臺灣負責人，是臺灣早期的共同基金經理人，許多都曾是宋文琪的下屬，因此被人稱為「基金教母」。
2004年，宋文琪成為匯豐投資管理臺灣區負責人及亞太區共同基金資深顧問。
2006年，宋文琪自匯豐投資退休。
2012年，受時任行政院長陳冲邀請，宋文琪成為台北金融大樓公司（台北101）董事長。
2014年10月30日，在魏應交辭去台北101總經理職位後，董事會決定由董事長宋文琪兼任總經理。
2015年12月6日任期屆滿，直到2015年12月9日卸任。

## 家庭
其夫徐善可。兩人生有一子一女。

## 論文
2003年，「股票開放型共同基金投資人投資行為研究—以怡富投信基金投資人為例」，國立政治大學經營管理碩士學程論文